# Бакрес
Бакре́с (ранее — Центральная усадьба совхоза «Бакресс») — аул в Нефтекумском районе (городском округе) Ставропольского края Российской Федерации. До 2017 года находился в составе сельского поселения Зимнеставочный сельсовет.

## Географическое положение
Расстояние до краевого центра 285 км, до районного центра 49 км. Высота над уровнем моря 15 м.
В 18 км к северо-востоку от аула находится самая восточная точка Ставропольского края (45°47′ в. д.), в 15 км к северо-востоку — самая низкая точка в крае (5 м над уровнем моря).

## История
По данным переписи 1926 года в ауле числилось 7 хозяйств с населением 32 человека (16 мужчин и 16 женщин), из них 14 — калмыки и 18 — прочие. По состоянию на 1 октября 1929 года Бакрес входил в состав территории Озек-Суатского сельского совета Ачикулакского района Дагестанской АССР:11.
До 1966 года аул относился к Озек-Суатскому сельсовету. С 1966 года входил в состав Зимнеставочного сельсовета.
С 1 мая 2017 года, в соответствии с Законом Ставропольского края от 29 апреля 2016 года № 47-кз, все муниципальные образования Нефтекумского муниципального района (включая сельское поселение Зимнеставочный сельсовет) были преобразованы, путём их объединения, в Нефтекумский городской округ.

## Население
| 1926 | 1989 | 2002 | 2010 | 2014 | 2023 |
| ---- | ---- | ---- | ---- | ---- | ---- |
| 32   | ↗387 | ↘189 | ↗190 | ↗200 | →200 |

По состоянию на 2002 год преобладали даргинцы и лакцы.

## Инфраструктура
- Бакресское ветеринарное управление отгонного животноводства[12].